# Komunistyczny Front Wyborczy (marksistowsko-leninowski)
Komunistyczny Front Wyborczy (marksistowsko-leninowski) (port. Frente Eleitoral Comunista (marxista-leninista), FEC (m-l)) był ruchem politycznym w Portugalii. FEC (m-l) został utworzony przez Portugalską Marksistowsko-Leninowską Organizację Komunistyczną (OCMLP) w grudniu 1974, a swój pierwszy kongres miała w styczniu 1975. FEC (m-l) uczestniczył w wyborach do Zgromadzenia Konstytucyjnego.